# Rossija 24
Rossija 24 (russisch Россия 24 – deutsch “Russland 24”; früher Телеканал Вести „Nachrichten-Fernsehsender“ und Вести 24 „Nachrichten 24“) ist ein staatlicher Nachrichten-Fernsehsender in Russland. Er ist Teil der Sendergruppe der Medienholding WGTRK, zu der auch Rossija 1, Rossija 2, Rossija K, der Auslands-Fernsehsender Rossija RTR und mehrere Hörfunkstationen gehören. Sitz des Fernsehsenders ist Moskau. Rossija 24 wird über das Bezahlfernsehen NTW Plus, das Teil der Gasprom-Media ist, ausgestrahlt.
Rossija 24 gibt in seiner Berichterstattung ausschließlich die Sichtweise der russischen Regierung wieder. Als staatsnaher Sender, spiele er “bei der alltäglichen Verdrehung der Tatsachen über den russischen Überfall auf die Ukraine ... eine zentrale Rolle.”
Anfang April 2022 verhängte die EU drastische Sanktionen gegen den Besitzer der Medienholding WGTRK, den Oligarchen Oleg Dobrodeev. In der Begründung heißt es, Rossija 24 und der Schwestersender Rossija 1 seien „das wichtigste Sprachrohr staatlicher Propaganda und erfüllen effizient die| Aufgabe, das Putin-Regime zu stärken“. Eine Ausstrahlung in Europa ist seit Juni 2022 verboten.

## Programm
Rossija 24 sendet täglich ein 24-stündiges reines Nachrichtenprogramm. In der Kritik stand der Kanal vor allem wegen seiner einseitig staatsnahen Berichterstattung, welche sich ab 2013 auf russische Propaganda beschränkte. So kritisierte eine am 23. Februar 2014 ausgestrahlte Sendung, dass jüdische Organisationen in Russland und Westeuropa den Euromaidan unterstützen und es fiel der Vergleich mit der Herbeiführung des Holocaust – angeblich ebenfalls durch die Juden selber. Abgeordnete der Jabloko-Fraktion forderten zumindest eine öffentliche Entschuldigung und begründeten dies damit, dass die Aussagen unter das Gesetz gegen Aufstachelung zu Hass fielen (282.1 RU Stgb). Laut dem Sekretär des Journalistenverbands Russlands wäre es sinnvoller, nicht die Moderatorin für diese „pseudopatriotische Aussage“ bestrafen zu wollen, sondern diejenigen, welche die Politik und Atmosphäre des Senders bestimmten.